# Henri Babinski
Pour les articles homonymes, voir Babinski.
Henri Joseph Séverin Babinski, né le 2 juillet 1855 à Paris, où il meurt le 20 août 1931, aussi connu sous le pseudonyme d'Ali-Bab, est un ingénieur des mines, gastronome et auteur de livres culinaires français.

## Biographie

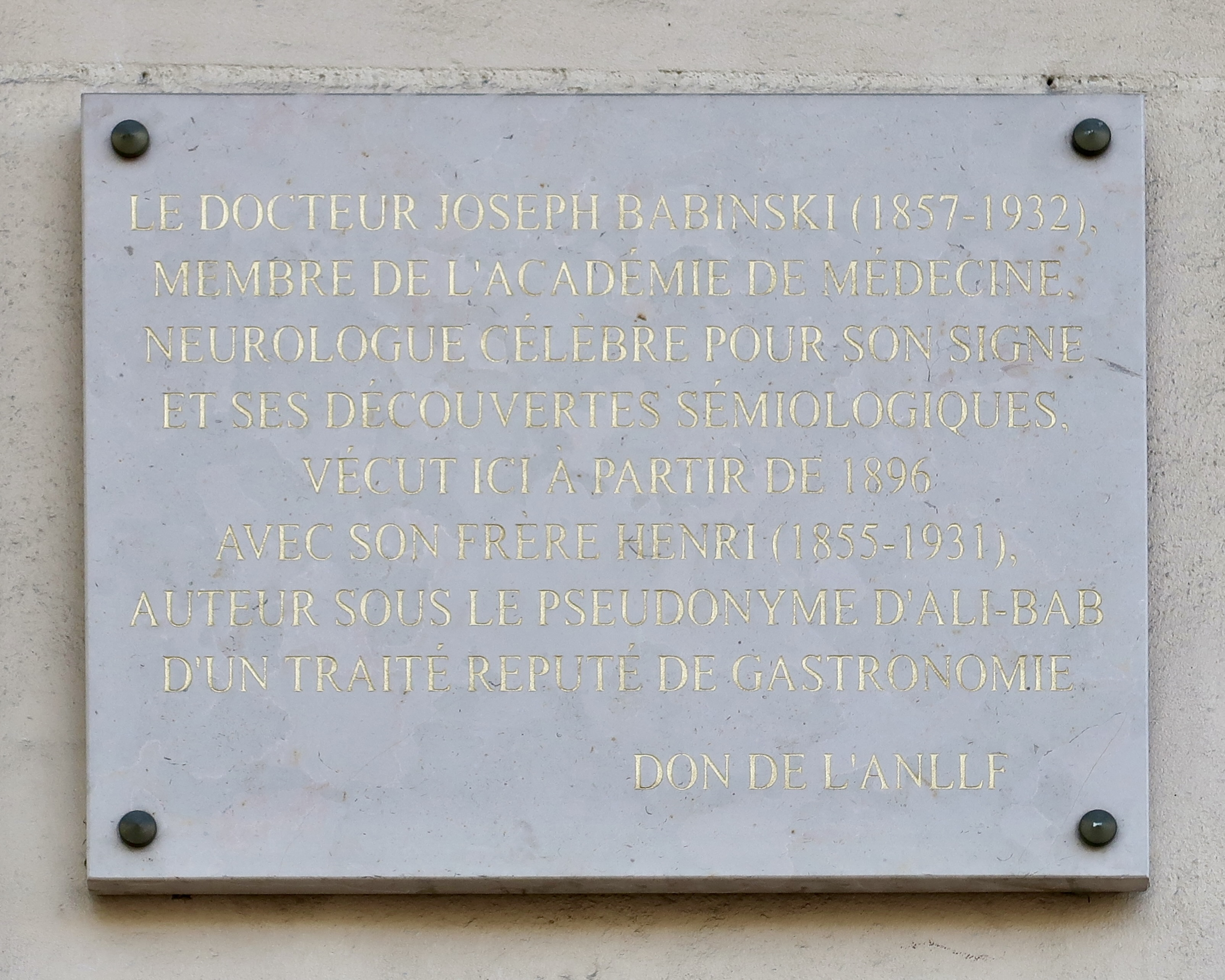
Plaque 170 bis boulevard Haussmann (Paris).

Henri Babinski était le fils d'un ingénieur polonais émigré à Paris en 1848, Alexandre Babinski, et d'Henriette Weren. Il était le frère aîné du neurologue Joseph Babinski (1857-1932). Après une scolarité à l'École polonaise des Batignolles à Paris, il intègre en 1874 l'École des Mines et en sort avec un diplôme d'ingénieur civil des mines en 1878. Il est directeur d'une mine de zinc à La Grand-Combe (Gard) et travaille plus de 15 ans en Guyane et dans d'autres pays dans la prospection et l'exploitation des mines d'or. À partir du début du XXe siècle et jusqu'à sa mort, il vit à Paris avec son frère Joseph, comme lui célibataire ; une plaque commémorative leur rend hommage, 170 bis boulevard Haussmann (Paris).
Au cours de ses séjours à l'étranger, sa rencontre avec les cuisines de chaque pays éveille son intérêt pour l'art culinaire. En 1907, il publie sous le pseudonyme d'Ali-Bab sa  Gastronomie pratique. Cet ouvrage contient non seulement des recettes détaillées mais aussi des textes sur l'histoire de l'art culinaire, sur les aliments et les boissons utilisés. Ce livre est par la suite abondamment étoffé par son auteur, au point que son édition de 1928 atteint plus de 1 000 pages. Avec le Guide Culinaire d'Escoffier paru en 1903, c'est l'un des ouvrages de référence de la cuisine française au début du XXe siècle.
Les deux frères Babinski cotisaient annuellement pour le journal de L'Action française et étaient des amis de Léon Daudet,.
Il est membre fondateur de l'Académie des gastronomes en 1928.

## Œuvre
- Gastronomie pratique, études culinaires, suivies du traitement de l’obésité des gourmands, Flammarion, Paris 1907
- Dernière réédition chez Flammarion : Gastronomie pratique - Une bible gourmande en 5 000 recettes, Flammarion, Paris 2013,  (ISBN 978-2-08-128040-3).
- Ali-Bab, Gastronomie pratique, études culinaires suivies du traitement de l'obésité des gourmands, Troisième édition entièrement refondue, Paris, Ernest Flammarion éditeur, 1923.